# Sidbury, Devon
Sidbury är en by i civil parish Sidmouth, i distriktet East Devon, i grevskapet Devon i England. Byn är belägen 22 km från Exeter. Orten har 457 invånare (2011). Sidbury var en civil parish fram till 1974 när blev den en del av Sidmouth. Civil parish hade 2 507 invånare år 1951. Byn nämndes i Domedagsboken (Domesday Book) år 1086, och kallades då Sideberie/Sideberia.